# Payal Kapadia

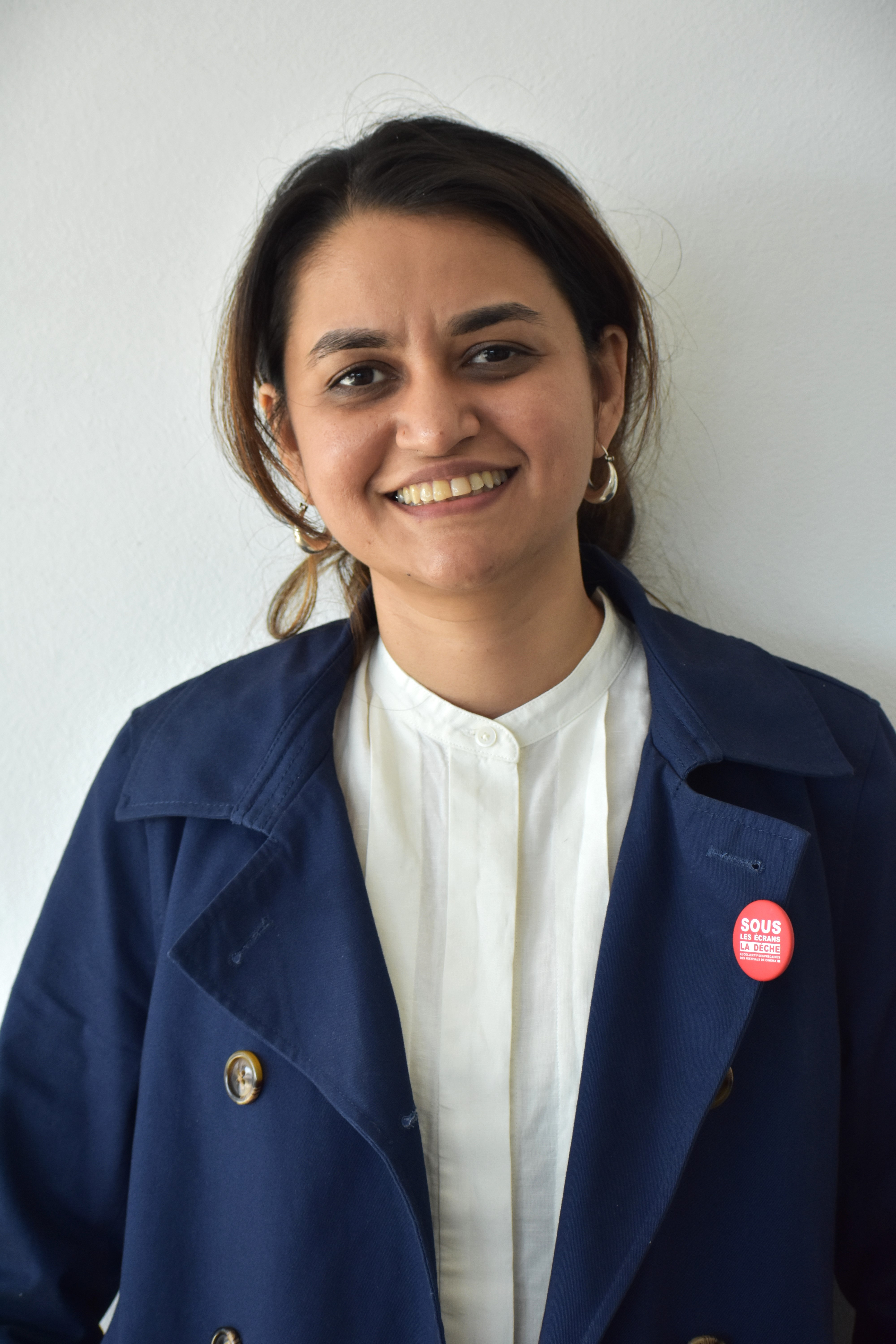
Payal Kapadia auf dem Filmfestival von Cannes 2024

Payal Kapadia (Hindi पायल कपाड़िया, Marathi पायल कपाडिया, geboren 1986 in Mumbai) ist eine indische Filmemacherin.

## Biografie
Kapadias Mutter ist die Künstlerin Nalini Malani. Als Schülerin der Rishi Valley School, einem Internat, das für seine alternative Herangehensweise an Bildung bekannt ist, war Payal Kapadia Mitglied eines Filmclubs und beschäftigte sich bereits mit Autoren wie Ritwik Ghatak und Andrei Arsenjewitsch Tarkowski. Sie besuchte danach das St. Xavier’s College in Mumbai und studierte Wirtschaftswissenschaften. Nach dem Abschluss eines einjährigen Master-Programms am Sophia College bewarb sie sich am Film and Television Institute of India (FTII) in Pune, wurde jedoch abgelehnt. Sie arbeitete fünf Jahre in der Werbungbranche in Mumbai und bewarb sich 2012 erneut am FTII, diesmal erfolgreich und spezialisierte sich auf Filmregie. Nachdem ihre Arbeiten bei verschiedenen internationalen Filmfestivals ausgezeichnet wurden, agierte Payal Kapadia in der Jury der Berlinale Shorts 2022.
Kapadias Kurzfilme liefen unter anderem auf dem Cannes Lions International Festival of Creativity und auf den Internationalen Filmfestspielen Berlin. Bei den Internationalen Kurzfilmtagen Oberhausen erhielt ihr Kurzfilm „The Last Mango before the Monsoon“ 2015 eine Lobende Erwähnung der internationalen Jury sowie den FIPRESCI-Preis. Im Jahr 2018 wurde auf dem International Documentary Film Festival Amsterdam (IDFA) And What Is the Summer Saying mit dem Sonderpreis der Jury für den besten Kurz-Dokumentarfilm ausgezeichnet. Ihr erster Langfilm A Night of Knowing Nothing wurde 2021 in Cannes mit dem Œil d’or für den besten Dokumentarfilm prämiert. Er wurde beim Toronto International Film Festival (TIFF) und Festival Internacional de Cine de Mar del Plata mit weiteren Preisen ausgezeichnet. Dieser Film wurde 2022 auch am Museum of Modern Art (MoMA) gezeigt.
Im Jahr 2024 wurde ihr Spielfilmdebüt All We Imagine as Light in den Hauptwettbewerb des 77. Filmfestivals von Cannes eingeladen. Dort wurde das Drama mit dem Großen Preis der Jury ausgezeichnet. Im Sommer desselben Jahres wurde sie in die Jury des Locarno Filmfestivals berufen, gemeinsam mit Jessica Hausner, Diana Elbaum, Luca Marinelli und Tim Blake Nelson. Im Jahr 2025 wurde All We Imagine as Light für zwei Golden Globe Awards (Beste Regie, Bester nicht-englischsprachiger Film) nominiert. Im selben Jahr wurde sie beim 78. Filmfestival von Cannes als Jurymitglied des Hauptwettbewerbs ausgewählt.

## Filmografie
- 2012: Cassandra’s Gift
- 2013: Watermelon, Fish and Half Ghost
- 2015: The Last Mango Before the Monsoon
- 2017: Afternoon Clouds[8]
- 2018: And What is the Summer Saying
- 2021: A Night of Knowing Nothing
- 2024: All We Imagine as Light